# 奥斯卡斯·梅尔巴季斯
奥斯卡斯·梅尔巴季斯（1988年2月16日—），拉脱维亚男子雪车运动员。他曾代表拉脱维亚参加2014年和2018年冬季奥林匹克运动会雪车比赛，获得一枚金牌和二枚铜牌。